# Neotatea neblinae
Neotatea neblinae är en tvåhjärtbladig växtart som beskrevs av Bassett Maguire. Neotatea neblinae ingår i släktet Neotatea och familjen Calophyllaceae. Inga underarter finns listade i Catalogue of Life.